# János Marosvölgyi
János Marosvölgyi (ur. 1964) – węgierski zapaśnik walczący w stylu klasycznym.
Zajął ósme miejsce na mistrzostwach Europy w 1986. Czwarty w Pucharze Świata w 1986 roku